# Piaristická kolej (Most)
Piaristická kolej Narození Páně v Mostě existovala v letech 1768–1872/1887.

## Historie koleje
Dvorním dekretem z 1. srpna 1768 byla v Mostě založena čtyřletá nižší škola. O její založení se zasloužilo město Most, někteří měšťané a zvláště měšťan Anton Elias, který novému ústavu odkázal 15 000 zlatých (donace z 5. ledna 1766).
Piaristé pak v Mostě založili i svou kolej Narození Páně. Tato latinská škola vykazovala značné úspěchy, a proto byl 28. února 1781 přeměně ústav na úplné šestitřídní gymnázium. Počet studentů stále stoupal a úroveň zdejšího piaristického školství byla skutečně ve své době vysoká.
V roce 1803 bylo rozhodnuto, že filozofické studium, které bylo dvouletou přípravou po studium na univerzitě, bude zřízeno kromě Prahy, kde existovalo již od vzniku Karlovy univerzity, i ve všech diecézích v Čechách. Protože v této době bylo piaristické školství již na vysoké úrovni, byli piaristé v oblibě u císařského dvora a bylo rozhodnuto, že „filozofie“ bude zbudována při nejlepší piaristické koleji v litoměřické diecézi. Nejvyšším rozhodnutím bylo 25. března 1803 nařízeno zřídit v Českých Budějovicích, Litomyšli, Plzni a Mostě filozofické studium. Filozofie měla především sloužit k výchově dorostu duchovenstva, a proto měl nad ní dozor vždy diecézní biskup. Dodatkem bylo pak roku 1804 oznámeno, že vedle kandidátů bohosloví musí toto dvouleté studium absolvovat i ti absolventi gymnázií, kteří chtějí pak dále studovat na univerzitě práva nebo medicínu.
V čele filozofického studia byl nominálně diecézní biskup, fakticky pak vicedirektor, člen příslušné piaristické koleje. Biskup litoměřický – Václav Leopold Chlumčanský (1802–1815), pak pražský arcibiskup do roku 1830) se mosteckou filozofii svědomitě staral, přijížděl pravidelně každý rok buď ke zkouškám, nebo i jindy, přihlížel přednáškám, předsedal při zkouškách atd. Stejnou péči věnoval filozofii i biskup Josef František Hurdálek. Studium filozofie bylo dvouleté, pouze v Praze při univerzitě bylo tříleté a tento třetí ročník při univerzitě museli absolvovat filozofové z „diecézních filozofií“.
V době, kdy bylo v Mostě zřízeno filozofické studium, bylo původní sídlo koleje a školy z roku 1768 přeneseno již roku 1782 do zrušeného kláštera magdalenitek, kde bylo více prostoru. Tak od roku 1803 za vydatného přispívání města Mostu měli piaristé v Mostě hlavní školu, úplné gymnázium a filozofické studium. Vedle biskupského semináře v Litoměřicích se tím Most stal vlastně prvním dalším vysokoškolským městem v diecézi.
První úspěchy filozofického studia byly však brzy ohroženy napoleonskými válkami, hladem roku 1817, ale byl to především veliký požár v Mostě roku 1820, který způsobil konec mostecké „filozofie“. Tehdy ve městě vyhořelo 214 domů, kostely i piaristická kolej. Zničené a zchudlé město nebylo schopno nést dále náklady na filozofii, a proto rozhodnutím dvorské studijní komise ze dne 10. září 1821 byla filozofie v Mostě zrušena. Roku 1832 se pak dokonce uvažovalo i o zrušení gymnázia, ale tehdy byl ústav za vydatného přispění města udržen. Od školního roku 1849–1850 se gymnázium postupně rozšířilo na osmileté a byly zavedeny maturitní zkoušky.
Protože dosavadní prostory nestačily, bylo roku 1860 gymnázium zvětšeno přistavěním druhého patra. Piaristé však od šedesátých let 19. století začali mít nedostatek vyučujících, a tak postupně začali na gymnázium přicházet světští (nečlenové piaristického řádu) profesoři. Roku 1872 se piaristé v Mostě vůbec vzdali správy ústavu, který byl od roku 1870 přeměněn na reálné gymnázium. Gymnázium převzalo roku 1872 město a od roku 1892 stát. Piaristé zůstali jen na hlavní škole. Piaristická kolej Narození Páně v Mostě pak roku 1887 zanikla.
Budovy piaristů začaly postupně sloužit jako městská knihovna, muzeum a k dalším účelům.